# Phytomyza umbelliferarum
Phytomyza umbelliferarum este o specie de muște din genul Phytomyza, familia Agromyzidae, descrisă de Friedrich Georg Hendel în anul 1935.
Este endemică în Spania. Conform Catalogue of Life specia Phytomyza umbelliferarum nu are subspecii cunoscute.